# Sean Harmon
Sean T. Harmon est un acteur américain né le 25 avril 1988 à Burbank (Californie).

## Biographie
Né le 25 avril 1988, Sean Thomas Harmon est le fils de Mark Harmon et de Pam Dawber, tous deux acteurs.
Il est connu pour avoir joué le rôle de Jethro Gibbs jeune dans la série américaine NCIS : Enquêtes spéciales, dans l'épisode 4 de la saison 6, il reprend son rôle dans les saisons 7,9 et 18. C'est la première apparition de Sean en tant qu'acteur. Avec ses concerts de films, il travaille également en tant que coordinateur de cascades.
En 2012, il a écrit, réalisé et coordonné un court métrage intitulé Catholic Schoolgirl Chainsaw Showdown. En outre, il a également fait des travaux remarquables sur l'Union américaine

## Filmographie

### Télévision
- 2008 - 2020 : NCIS : Enquêtes spéciales (Saison 6, épisodes 4 et 15 ; Saison 7, épisode 16 ; Saison 9, épisodes 8 et 9 : Saison 18, épisode 2) :  Leroy Jethro Gibbs (jeune)
- 2010 : Micro : Tyler
- 2012 : Les experts: Manhattan (Épisode : 2,918 Miles )
- 2013 : Lauren (Saison 2 épisode 2 et 8)
- 2015 : NCIS : Los Angeles : Rage (saison 6 épisode 20) : Charlie Connors